# غيليس غوثير
غيليس غوثير هو سياسي كندي، ولد في 3 سبتمبر 1935 في لويزفيل في كندا. حزبياً، نشط في الإتحاد الوطني. وقد انتخب عضو الجمعية الوطنية في كيبك ‏.